# 聶延祜
聶延祜（？—？），字仲復，號承軒，贵州贵阳人，清朝政治人物，進士出身。
光緒二十一年（1895年）乙未科進士，二甲三十三名，同年五月，改翰林院庶吉士。光緒二十四年四月，散館，著以知县即用；改廣西桂平知縣。